# Tomorrow University of Applied Sciences
Die Tomorrow University of Applied Sciences (auch: ToU; Tomorrow University) ist eine private, staatlich anerkannte Fachhochschule, die sich auf Nachhaltigkeit und technologische Innovation spezialisiert hat, sowie auch die erste akkreditierte Remote-Only Hochschule in Deutschland. Als globale Universität für impact-orientierte Karrieren bietet Tomorrow University vollständig online durchgeführte Bachelor-, Master- und MBA-Programme in den Bereichen Nachhaltigkeit, Business Innovation, Künstliche Intelligenz, nachhaltige Technologien, Führung und Unternehmertum an.

## Gründung
Christian Rebernik und Thomas Funke gründeten 2021 das in Deutschland angesiedelte EduTech Tomorrow’s Education (Tomorrows Education GmbH mit Sitz in Berlin), aus der sich die Tomorrow University herausbildete und als Dachholding der Universität fungiert, die als Tochtergesellschaft auftritt. Die Trägergesellschaft firmiert als ToU gGmbH mit Sitz in Frankfurt am Main.
Neben den zwei Hauptorganen, dem Exekutivausschuss und dem Akademischen Senat wurde ein Universitätsrat eingerichtet. Als staatlich anerkannte private Hochschule in Deutschland unterstehen sie der Aufsicht des Hessischen Ministeriums für Wissenschaft und Kunst (HMWK).
Die Tomorrow University ermöglicht es nach eigenem Anspruch, die für das 21. Jahrhundert erforderlichen Fähigkeiten in den Bereichen Nachhaltigkeit, Unternehmertum und Technologie durch einen modernen E-Learning-Bildungsansatz zu erwerben. Die Programme der Tomorrow University sind auf die Sustainable Development Goals der Vereinten Nationen (SDGs) ausgerichtet. Es bestehen Partnerschaften mit Institutionen (z. B. WU Executive Academy der Wirtschaftsuniversität Wien, TU Darmstadt, Fraunhofer-Gesellschaft) und Unternehmen (z. B. Plan A, dpd, Eintracht Frankfurt).

## Studiengänge
Das Studienangebot umfasst englischsprachige und international ausgerichtete Bachelor- und Master-Studiengängen sowie Zertifikatsstudien. Die Studiengänge entsprechen den europaweit geltenden Bologna-Richtlinien und sind staatlich anerkannt sowie vom deutschen Akkreditierungsrat über ACQUIN akkreditiert. Das Studienangebot umfasst folgende Programme:

Bachelor-Studiengänge:
- Responsible Entrepreneurship & Management (BA, berufsbegleitend, online)
- AI & Sustainable Technologies (BSc., berufsbegleitend, online)

MBA Studiengänge:
- MBA in Sustainability, Innovation & Leadership (MBA, berufsbegleitend, online)
  - Spezialisierung in New Work & Organizational Psychology
  - Spezialisierung in Green Energy, Tech & AI
  - Spezialisierung in Climate Leadership
  - Spezialisierung in ESG Management
  - Spezialisierung in Green Marketing & Innovation
  - Spezialisierung in Sustainable Business Transformation
  - Spezialisierung in Responsible Entrepreneurship & Technology
  - Spezialisierung in Innovation for Sustainable Growth
  - Spezialisierung in Sustainability-focused Innovation Management
  - Spezialisierung in Sustainable AI & Emerging Technologies
  - Spezialisierung in Climate Solutions & CleanTech Innovation
  - Spezialisierung in Digital Transformation & Innovation Management
  - Spezialisierung in AI & Sustainable Innovation
  - Spezialisierung in AI & Data Leadership for Sustainability

MSc Studiengänge:
- MSc in Sustainability, Innovation & Technology (MSc., berufsbegleitend, online)
  - Spezialisierung in Data-Driven Social Innovation
  - Spezialisierung in Data Intelligence for Climate Change Mitigation
  - Spezialisierung in Data-Driven Solutions for Global Sustainability
  - Spezialisierung in Data Analytics for Circular Economy
  - Spezialisierung in Emerging Technologies for Sustainability
  - Spezialisierung in Innovation & Prototyping for Sustainable Solutions
  - Spezialisierung in Cleaner Earth Innovation
  - Spezialisierung in Ecosystem-Based Sustainability Solutions
  - Spezialisierung in Digital Transformation for Sustainable Impact
  - Spezialisierung in Sustainable Innovation & Growth Management
  - Spezialisierung in Actionable Data Solutions for Sustainability
  - Spezialisierung in Data Leadership in Sustainable Innovation
  - Spezialisierung in AI for Sustainable Innovation
  - Spezialisierung in Data Science for Sustainable Development
  - Spezialisierung in Data Analytics for Renewable Energy
  - Spezialisierung in Data Analytics for Sustainability

Zudem werden an der Tomorrow University of Applied Sciences Zertifikatsprogramme in den Bereichen Nachhaltigkeit, Technologie, Entrepreneurship, Business Innovation und Führung angeboten.